# 连连看
连连看，又稱對對卡。是指图案配对的一种益智游戏，有多种形式，如卡片遊戲、电子游戏或网络游戏。
与“找出两幅图片中的不同”类遊戏同为比眼力的游戏。最早期的形式是一副卡片中每種圖案有相同的兩張，先洗牌，然後排好卡片，背面朝上，玩家輪流揭開卡片，每次揭兩張，如兩張圖案不同則回復背面朝上的狀態，如揭到兩張圖案相同則取走卡片，到桌上所有卡片都被取走時即結束遊戲，手上最多卡片者為勝利者。由於玩法簡單，常用作兒童啟蒙教育遊戲。
又有一種字圖連連看，是一種專供幼童識字認圖的遊戲，與一般連連看不同的是它並非以一對相同圖案成對，而是以字配圖成對。相關內容連連看則是以兩張內容相關的卡片（可以是字或圖）配成對代替相同圖案。也有以撲克牌進行遊戲的，把相同點數視為相同圖案。

## 電子遊戲化
最初是由台湾的陈一进和简诚志从街机裡的四川省（四川麻将）和中国龙改进、移植到PC上的，现在有了各种不同的版本。在電腦遊戲中的一种规则則是在同一纵或横找到两幅相同图案后，分别点一下两幅图案，即可消除。
实际上有很多延伸的规则和形式。都可以称为连连看。

## 變種
在開始要鋪置牌在桌上之時，抽走約10張左右的牌，然後進行遊戲。遊戲過程中將會有部分牌永遠不能成對，因而增加了刺激與可玩性。
所有玩家都同意場上的牌已經不能再翻出對牌，就可以結束遊戲並決定勝負。
某些牌局中規定假設翻兩張已經被翻過的牌，但是沒猜中的話，要給予相當程度的懲罰；這個規則可以防止眾玩家不斷翻舊牌而導致遊戲無法繼續進行。
电子游戏《Enigma》就是以连连看為基础，加上动作控制元素。